# Vagos Open Air
Vagos Open Air är en metalfestival som årligen arrangerats i Calvão, Vagos, Portugal, sedan 2009. Den är organiserad av Prime Artists och Ophiusa Eventos firms. I början var Vagos Open Air en liten konsert som under namnet Rock in Ria med endast några få portugisiska och internationella band men har sedan 2009 utvecklat sig till att bli en fullskalig internationell musikfestival.

## Medverkande band
| 2011 | 2010 | 2009 |
| --- | --- | --- |
| - Morbid Angel - Opeth - Nevermore - Tiamat - Ihsahn - Anathema - Kalmah - Essence - Crushing Sun - Malevolence - We Are The Damned - Revolution Within | - Carcass - Meshuggah - Amorphis - My Dying Bride - Kamelot - Ensiferum - Ghost Brigade - Gwydion - Oblique Rain - The Firstborn - Miss Lava - Prayers of Sanity | - Epica - The Gathering - Katatonia - Dark Tranquillity - Amon Amarth - Cynic - Dawn of Tears - Echidna - Kathaarsys - Process of Guilt - Thee Orakle |